# Timo Salonen
Pour les articles homonymes, voir Salonen.
Timo Salonen, né le 8 octobre 1951 à Helsinki, est un pilote de rallye finlandais.
Timo Salonen fait ses débuts en rallye en 1970 et participe pour la première fois au championnat du monde en 1974. Vainqueur de onze rallyes en mondial, il est également champion du monde en 1985.

## Biographie

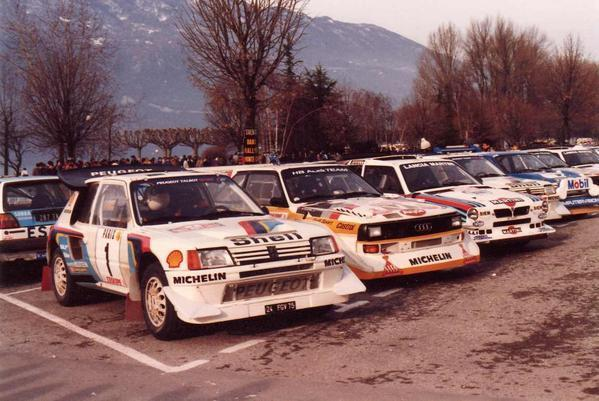
La Peugeot 205 Turbo 16 en 1986 au Rallye Monte-Carlo

Salonen a obtenu son premier podium en Championnat du monde des rallyes au volant d'une Fiat 131 Abarth avec une deuxième place en 1977 au Rallye des 1000 Lacs. 
Il remporte sa première victoire lors du rallye suivant, au Critérium du Québec, après avoir disputé son cinquième rallye seulement en Championnat du monde, et son premier hors de son pays d'origine. 
Sa carrière avec une équipe usine commence avec le constructeur Datsun (qui deviendra ensuite Nissan), principalement sur des courses de longue distance.
En 1984 après une série de bons résultats, Jean Todt l'invite à conduire pour Peugeot pour la saison 1985. Il doit jouer un rôle théorique de soutien à Ari Vatanen, mais s'avère rapidement capable d'être au tout premier plan et plus régulier que son leader, surtout après le grave accident de Vatanen en Argentine. 
En 1985, Timo Salonen établit un nouveau record en mondial grâce à ses victoires dans quatre rallyes d'affilée, seulement battu en 2005 par Sébastien Loeb avec ses six victoires consécutives durant la saison. Il remporte le Championnat du Monde avec 52 points d'avance sur Stig Blomqvist.
Il reste chez Peugeot pour la saison 1986, terminant troisième du championnat des pilotes derrière son nouveau coéquipier Juha Kankkunen (vainqueur), et Markku Alén. Le triplé gagnant est historique pour la Finlande. En 1985 et 1986 il participe à la victoire finale de Peugeot dans le championnat des constructeurs, avec la 205 Turbo 16 (devenue Évo2).
À la suite de l'interdiction du groupe B et du retrait de Peugeot, Salonen s'engage en 1987 avec Mazda et remporte le Rallye de Suède au volant de la 323 4WD Groupe A. Il s'agit de son dernier succès en Championnat du monde puisqu'il ne parviendra pas à vaincre ensuite, avec la Mitsubishi Galant VR4. 
Durant la majeure partie de sa carrière, Timo Salonen fut principalement navigué par Seppo Harjanne, qui devint ensuite le copilote de Tommi Mäkinen. 
Après sa retraite sportive il a travaillé comme PDG de vente de voitures de sa société, l'Autotalo Salonen Timo mais refera une apparition sur "son" Rallye des 1000 Lacs, dans les années 2000, au volant d'une Peugeot 206 WRC.

## Palmarès

### Titre
| Saison | Titre                         | Voiture                                                 |
| ------ | ----------------------------- | ------------------------------------------------------- |
| 1985   | Champion du monde des rallyes | Peugeot 205 Turbo 16 / Peugeot 205 Turbo 16 Évolution 2 |

#### Victoires en championnat du monde des rallyes (WRC)
| #  | Saison | Rallye                           | Pays             | Copilote        | Voiture                          |
| -- | ------ | -------------------------------- | ---------------- | --------------- | -------------------------------- |
| 1  | 1977   | 5e Critérium du Québec           | Canada           | Jaakko Markkula | Fiat 131 Abarth                  |
| 2  | 1980   | 11e Rallye de Nouvelle-Zélande   | Nouvelle-Zélande | Seppo Harjanne  | Datsun 160J                      |
| 3  | 1981   | 13e Rallye de Côte d'Ivoire      | Côte d'Ivoire    | Seppo Harjanne  | Datsun Violet                    |
| 4  | 1985   | 19e Rallye du Portugal           | Portugal         | Seppo Harjanne  | Peugeot 205 Turbo 16             |
| 5  | 1985   | 32e Rallye de l'Acropole         | Grèce            | Seppo Harjanne  | Peugeot 205 Turbo 16             |
| 6  | 1985   | 16e Rallye de Nouvelle-Zélande   | Nouvelle-Zélande | Seppo Harjanne  | Peugeot 205 Turbo 16             |
| 7  | 1985   | 5e Rallye d'Argentine            | Argentine        | Seppo Harjanne  | Peugeot 205 Turbo 16             |
| 8  | 1985   | 35e Rallye des 1000 lacs         | Finlande         | Seppo Harjanne  | Peugeot 205 Turbo 16 Évolution 2 |
| 9  | 1986   | 36e Rallye des 1000 lacs         | Finlande         | Seppo Harjanne  | Peugeot 205 Turbo 16 Évolution 2 |
| 10 | 1986   | 42e RAC Rally de Grande-Bretagne | Royaume-Uni      | Seppo Harjanne  | Peugeot 205 Turbo 16 Évolution 2 |
| 11 | 1987   | 37e Rallye de Suède              | Suède            | Seppo Harjanne  | Mazda 323 4WD                    |

### Autres podiums en championnat du monde des rallyes
- 2e du Rallye de Finlande, en 1977, 1978 et 1989
- 2e du Rallye de l'Acropole, en 1979 et 1980
- 2e du Rallye du Québec, en 1979
- 2e du Rallye de Nouvelle-Zélande, en 1983
- 2e du Rallye de San Remo, en 1985 - Peugeot 205 Turbo 16 E2 (Groupe B)
- 2e du Rallye Monte-Carlo, en 1986 - Peugeot 205 Turbo 16 E2 (Groupe B)
- 2e du RAC Rally de Grande-Bretagne, en 1988
- 3e du RAC Rally de Grande-Bretagne, en 1979
- 3e du Rallye Monte-Carlo, en 1985 - Peugeot 205 Turbo 16 (Groupe B)
- 3e du Rallye de Suède, en 1985 - Peugeot 205 Turbo 16 (Groupe B)

(NB : il a obtenu un total de 5 podiums en Finlande) 

### Résultats en championnat du monde des rallyes

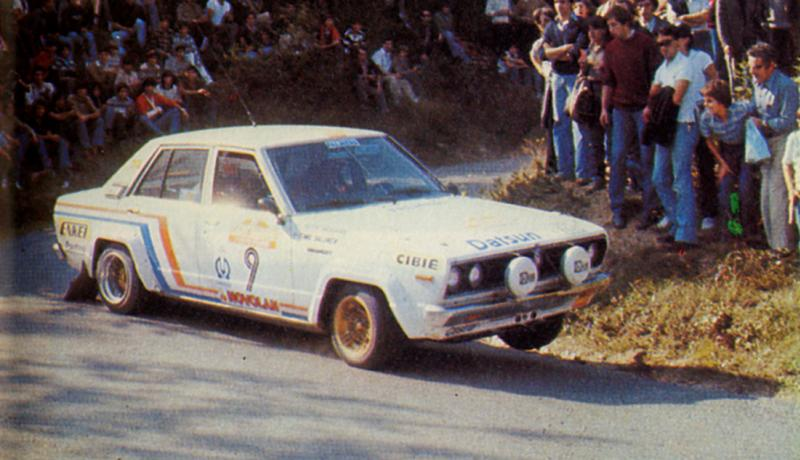
Timo Salonen au rallye Sanremo 1979, sur Datsun 160J.

| Saison | Équipe        | Départs | Victoires | Podiums | Abandons | Points | Classement final   |
| ------ | ------------- | ------- | --------- | ------- | -------- | ------ | ------------------ |
| 1974   | Privé         | 1       | 0         | 0       | 0        | -      | Pas de championnat |
| 1975   | Privé         | 1       | 0         | 0       | 0        | -      | Pas de championnat |
| 1976   | Privé         | 0       | 0         | 0       | 0        | -      | Pas de championnat |
| 1977   | Privé         | 3       | 1         | 2       | 1        | -      | Pas de championnat |
| 1978   | Privé, Fiat   | 3       | 0         | 1       | 2        | -      | Pas de championnat |
| 1979   | Privé, Datsun | 6       | 0         | 3       | 2        | 50     | 4e                 |
| 1980   | Privé         | 8       | 1         | 2       | 4        | 45     | 7e                 |
| 1981   | Privé, Datsun | 9       | 1         | 1       | 5        | 40     | 6e                 |
| 1982   | Privé, Nissan | 6       | 0         | 0       | 4        | 20     | 11e                |
| 1983   | Privé, Nissan | 7       | 0         | 1       | 4        | 18     | 13e                |
| 1984   | Privé, Nissan | 5       | 0         | 0       | 0        | 27     | 10e                |
| 1985   | Peugeot       | 11      | 5         | 8       | 2        | 143    | Champion           |
| 1986   | Peugeot       | 8       | 2         | 3       | 4        | 63     | 3e                 |
| 1987   | Mazda         | 4       | 1         | 1       | 3        | 20     | 14e                |
| 1988   | Mazda         | 5       | 0         | 1       | 2        | 33     | 5e                 |
| 1989   | Privé, Mazda  | 4       | 0         | 1       | 1        | 21     | 12e                |
| 1990   | Mazda         | 4       | 0         | 0       | 2        | 9      | 25e                |
| 1991   | Mitsubishi    | 6       | 0         | 0       | 3        | 21     | 13e                |
| 1992   | Mitsubishi    | 2       | 0         | 0       | 0        | 14     | 20e                |
| 1993   | Privé         | 1       | 0         | 0       | 1        | 0      | -                  |
| 2002   | Privé         | 1       | 0         | 0       | 0        | 0      | -                  |
| Total  |               | 95      | 11        | 24      | 39       | 524    | 1 titre            |

### Autres victoires et podiums notables
- Vainqueur de classe au rallye des 1000 lacs: 1974 (classe 1/1, sur Mazda 1300; de même au rallye arctique la même année);
- Vainqueur du Rallye Arctique (ERC): 1982;
  - Rallye Hanki (ERC): 2e en 1977 et 3e en 1978;

### Victoires en rallyes-raids
- Rallye des Pharaons en 1993:
- Baja España-Aragón en 1994;
  - 2e de la Baja Portugal 1000 en 1993;
  - 5e du Paris-Dakar en 1991; le tout avec Fred Gallagher sur Citroën ZX Rallye-raid.

## Distinction
- Autosport's International Rally Driver Annual Award 1985.